# Vibrante simple nasal alveolar sonora
La vibrante simple nasal alveolar sonora es un sonido consonántico nasal, el cual está presente en algunos idiomas hablados, su símbolo en el alfabeto fonético internacional es una vibrante simple alveolar con una virgulilla, para indicar que es una consonante nasal. Su símbolo equivalente en X-SAMPA es «4~»

## Características
- El modo de articulación es vibrante simple, el sonido proviene de la contracción breve de los músculos de la lengua sobre el otro punto de articulación.
- Es alveolar por este segundo punto de articulación, el sonido se produce entre la corona del diente y la punta de la lengua colocada en los alvéolos superiores.
- Es un fonema sonoro porque se produce vibración de las cuerdas vocales.
- Es una consonante nasal, el aire escapa por la nariz.
- Es una consonante central, el aire pasa por el centro de la lengua y no por sus laterales.
- Su mecanismo de flujo de aire es pulmónico, articulado al comprimir aire desde los pulmones y el diafragma.

## Ocurre en
| Idioma | Idioma         | Palabra | AFI       | Significado | Notas |
| ------ | -------------- | ------- | --------- | ----------- | --- |
| Inglés | estuario       | twenty  | [ˈtw̥ɛ̃ɾ̃i]ⓘ | 'veinte'    | Alófono del /nt/ intervocálico no acentuado en algunos hablantes, mayormente en el habla rápida o casual. Para más información. |
| Inglés | norteamericano | twenty  | [ˈtw̥ɛ̃ɾ̃i]ⓘ | 'veinte'    | Alófono del /nt/ intervocálico no acentuado en algunos hablantes, mayormente en el habla rápida o casual. Para más información. |